# Miles Davis and the Modern Jazz Giants
Albums de Miles Davis
Bags' Groove
(1957) The Musings of Miles
(1955)
Miles Davis and the Modern Jazz Giants est un album Hard bop de Miles Davis sorti en 1959, enregistré lors de deux séances, le 24 décembre 1954 et le 26 octobre 1956. Une partie des enregistrements du 24 décembre 1954 figurent sur l'album Bags' Groove.

## Pistes
| No | Titre                                      | Musique               | Durée |
| -- | ------------------------------------------ | --------------------- | ----- |
| 1. | The Man I Love (24 décembre 1954, prise 2) | George & Ira Gershwin | 7:56  |
| 2. | Swing Spring (24 décembre 1954)            | Miles Davis           | 10:43 |
| 3. | 'Round Midnight (26 octobre 1956)          | Thelonious Monk       | 5:21  |
| 4. | Bemsha Swing (24 décembre 1954)            | Thelonious Monk       | 9:30  |
| 5. | The Man I Love (24 décembre 1954, prise 1) | George & Ira Gershwin | 8:28  |

## Musiciens
Session du 24 décembre 1954 :
- Miles Davis : trompette
- Thelonious Monk : piano
- Milt Jackson : vibraphone
- Percy Heath : contrebasse
- Kenny Clarke : batterie

Session du 26 octobre 1956 :
- Miles Davis : trompette
- Red Garland : piano
- John Coltrane : saxophone tenor
- Paul Chambers : contrebasse
- Philly Joe Jones : batterie

## Le « trou de Monk »
L'entente entre Miles Davis et Thelonious Monk est compliquée. Leurs approches sont très différentes : la recherche du « beau son » de Miles est difficilement compatible avec les accords et la mise en place bizarres de Monk. Lors de la deuxième prise de The Man I Love, Miles demande à Monk de ne pas l'accompagner et de laisser la place à Milt Jackson, plus « confortable » pour Miles, ce qui tend l'atmosphère.
La prise se passe convenablement, jusqu'au solo de Monk. Celui-ci commence, comme il aimait faire, par paraphraser le thème. Puis, arrivé au milieu du deuxième « A », Monk s'arrête de jouer. Il y a un blanc considérable de 10 secondes (12 mesures !), interrompu par Miles Davis, qui rappelle Monk à l'ordre (« On en est là, qu'est-ce que tu fabriques, tu joues ? ») suivi par un Monk qui reprend de plus belle comme si de rien n'était (« Mais je sais parfaitement où on en est »).
Ce « trou de Monk », bien qu’inexplicable, a suscité de nombreux commentaires. On a supposé que Monk, vexé, n'avait plus trop envie de jouer.
Monk a par la suite été coutumier du fait: quand la musique lui plaisait, que le « swing » était puissant et bien installé, il se levait de son piano et se mettait à danser, sous le regard parfois étonné des spectateurs.